# Idiops biharicus
Idiops biharicus là một loài nhện trong họ Idiopidae.
Loài này thuộc chi Idiops. Idiops biharicus được Frederick Henry Gravely miêu tả năm 1915.